# Miha Valič
Miha Valič (4 de novembre de 1978 – 5 d'octubre de 2008) fou un alpinista eslovè. Fou la primera persona a coronar tots els cims de més de 4000 metres dels Alps en una sola temporada hivernal, gesta que acomplí en 102 dies. També era un escalador notable, i havia realitzat vies de fins a grau 8b+.

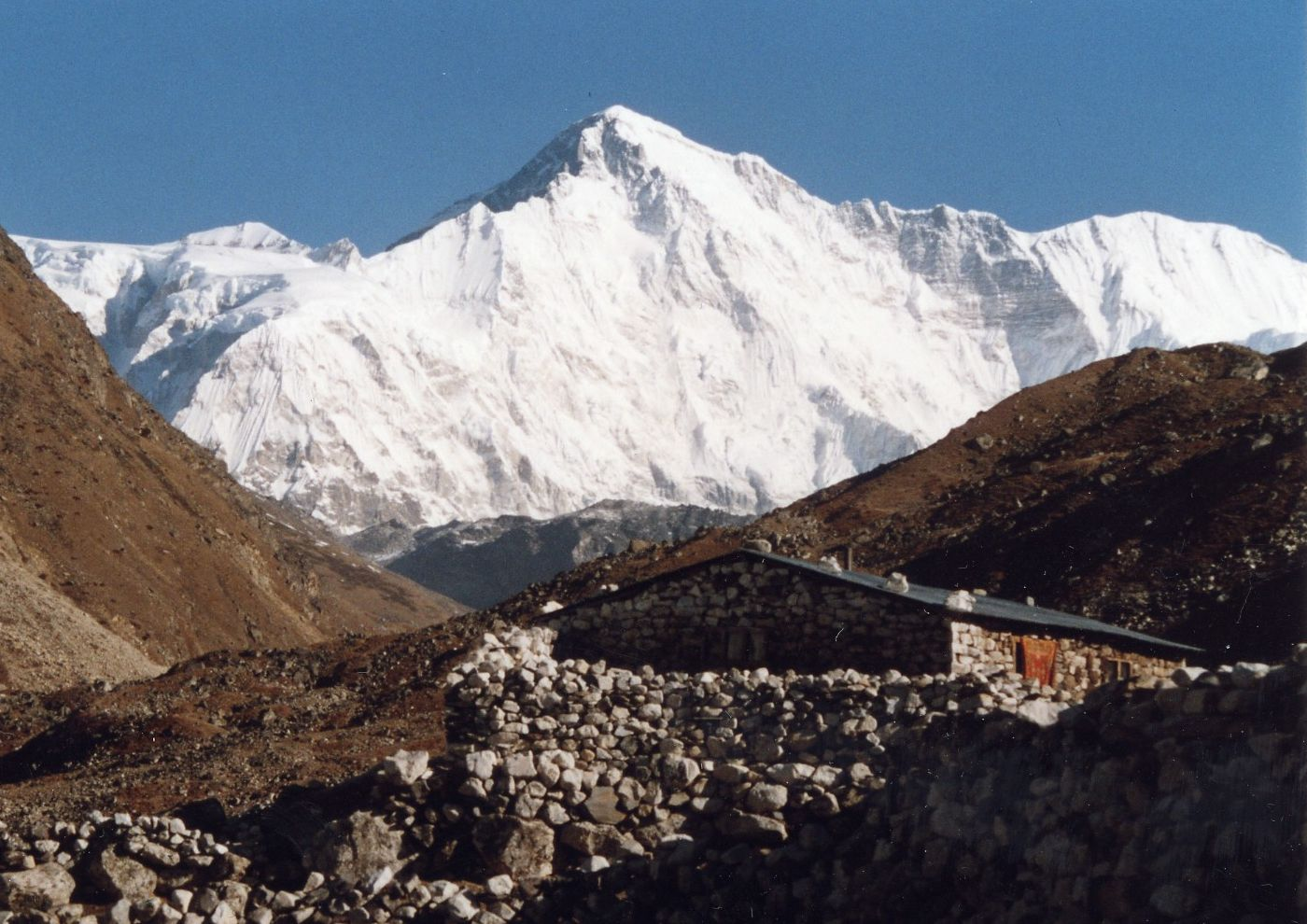
El Cho Oyu

Valič va participar en 10 expedicions d'exploració, principalment a Yosemite Valley, la Patagònia i l'Himàlaia. L'any 2003 invertí dos mesos a la Vall de Yosemite junt amb Matjaž Jeran, amb qui va escalar en lliure El Capitán (1200 m, 5.12/13a, equivalent aproximat a un grau 8a), i l'any següent fou el primer —junt amb Tomaž Jakofčič i Klemen Mali— en realitzar en estil alpí la via Eternal Flame, a les Torres del Trango. Valič va morir el 5 d'octubre de 2008 mentre descendia el Cho Oyu, després d'haver-lo coronat amb èxit.